# Damholm
Damholm (dansk) eller Dammholm (tysk) er en landsby beliggende mellem Ølsby og Havetoftløjt i det centrale Angel i Sydslesvig. Administrativt hører landsbyen under Midtangel Kommune i Slesvig-Flensborg kreds i den nordtyske delstat Slesvig-Holsten. Damholm udgjorde tidligere en selvstændig kommune, inden byen ved kommunalreformen 1970 kom under Havetoftløjt, hvilket i 2013 endelig blev lagt under Midtangel. I kirkelig henseende hører landsbyen under Havetoft Sogn (Hovtoft Sogn). Sognet lå i Satrup Herred (Gottorp Amt, Sønderjylland), da området tilhørte Danmark. Byen er landbrugspræget med spredt bebyggelse.
Stednavnet er dokumenteret 1805. Navnet er sammensat af dansk dam og -holm.